# Quai Jules-Courmont
Le quai Jules-Courmont est un quai situé sur la rive droite du Rhône dans le 2e arrondissement de Lyon, en France.

## Situation géographique
Le quai Jules-Courmont se situe entre le quai du Docteur-Gailleton et le quai Jean-Moulin et dessert les ponts La Fayette, Wilson et de la Guillotière, qui ouvrent sur les axes centraux de la rive gauche du Rhône :
- Le cours Lafayette qui conduit aux Brotteaux puis à Villeurbanne;
- La rue Servient qui va vers le centre de la Part-Dieu;
- Le cours Gambetta (et sa suite le cours Albert-Thomas) qui relie le centre-ville à l'hôpital Édouard-Herriot et à Bron.

Dans l'autre sens (vers la Saône), à travers la Presqu'île (Bellecour, Les Jacobins et Les Cordeliers), il donne accès au Vieux Lyon. Sa limite nord ouvre sur la place des Cordeliers dans le quartier du même nom.
C'est le pendant du quai Victor-Augagneur sur l'autre rive du fleuve.

## Origine du nom
Le quai porte le nom de Jules Courmont (1865-1917), médecin et biologiste lyonnais.

## Histoire
Jusqu'au début des années 1890, des vestiges de l'ancien couvent des Cordeliers de Lyon étaient visibles sur le quai. Ils disparaissent lors de la destruction de l'îlot lors du percement de la rue du Président-Carnot.
En 2024, en prévision d’un réaménagement global de la rive droite lyonnaise du Rhône, la Métropole de Lyon installe du mobilier urbain dit « transitoire » sur le quai, à son croisement avec le pont Wilson, permettant aux usagers de s’assoir, de se mettre à l’ombre et de jouer.

## Site et Intérêt culturel
Le quai offre deux ensembles intéressants :
- Le 'front du quai', c'est-à-dire les immeubles qui le bordent, datant pour l'essentiel du XIXe siècle et comportant quelques immeubles de caractère avec leurs frontons décorés et leurs balcons en fer forgé.
- L'Hôtel Dieu

La longue façade de l'hôtel Dieu, entre le pont de la Guillotière et le pont Wilson, couvre une grande partie du quai. Elle donne une vue d'ensemble incomparable du pont de la Guillotière ou, en face, du quai Victor-Augagneur.
On peut y admirer la grande coupole, les dômes des différents bâtiments et on peut accéder aux cours intérieures par plusieurs entrées donnant sur le quai.
L'année 2010 marque une évolution radicale pour cet ensemble de bâtiments et le quai Jules-Courmont puisque le centre hospitalo-universitaire a été fermé.
Les projets actuels prévoient deux axes d'aménagement :
- Les salles du rez-de-chaussée seraient destinées à des activités commerciales et le dôme central à recevoir un hôtel de luxe.
- Les bâtiments historiques devraient être reconvertis en un 'musée médical et anatomique' et les cours intérieures aménagées en espaces de promenade et de tourisme. (Voir L'avenir de l'Hôtel Dieu)

## Galerie d'images

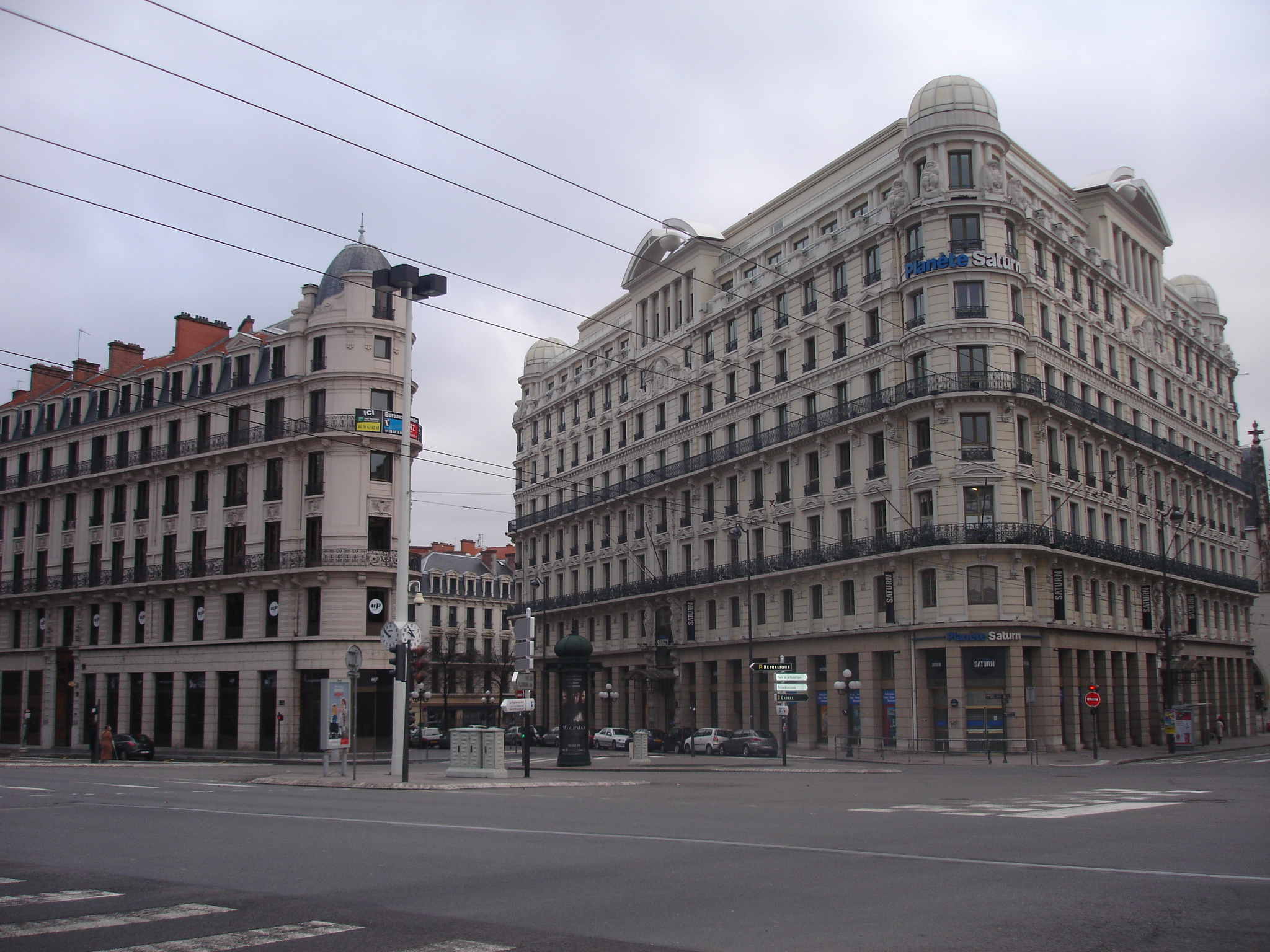
Le quai ouvert sur Les Cordeliers
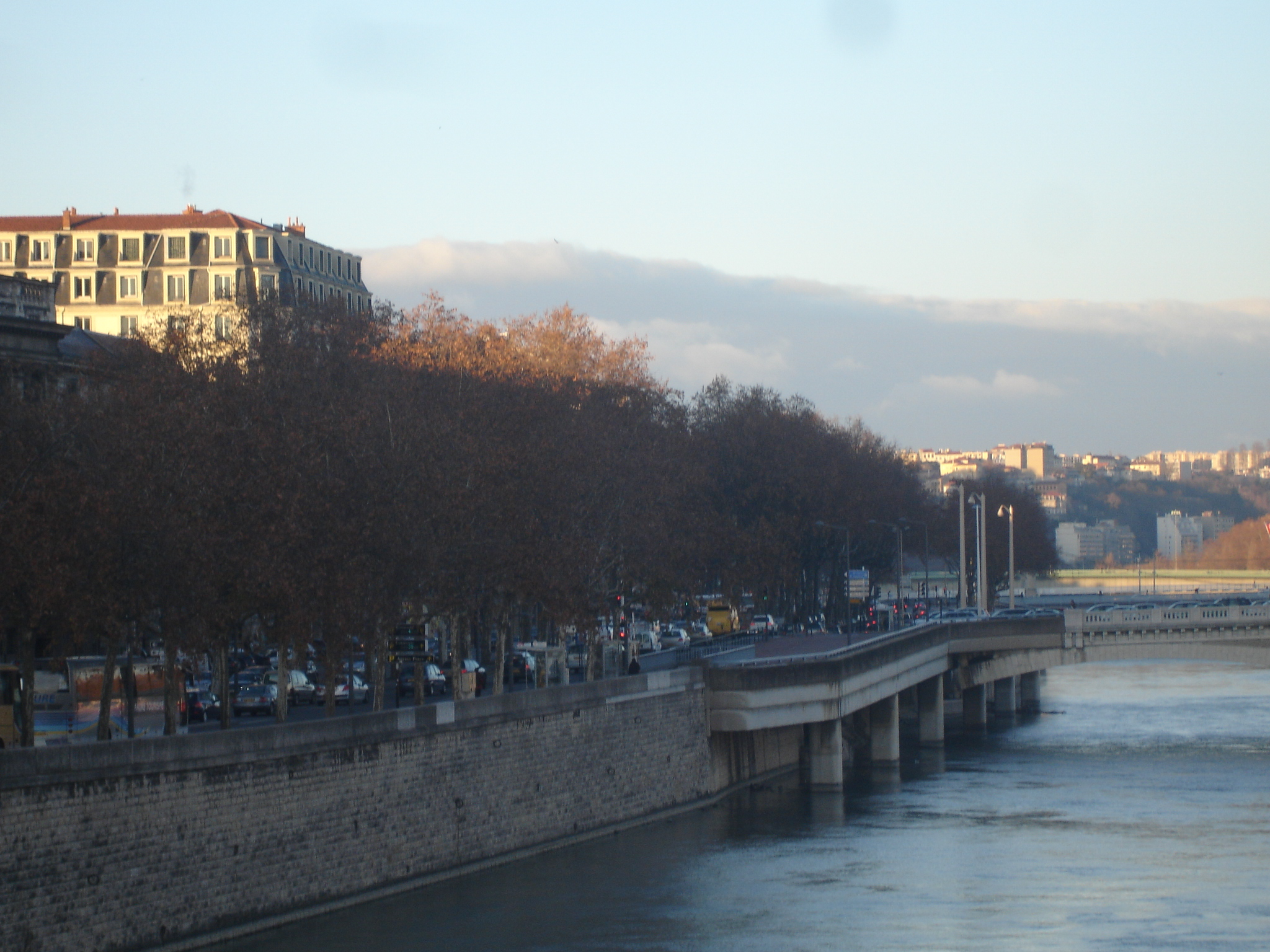
Le quai vu du pont de La Guillotière